# Nipponocrassatella japonica
Nipponocrassatella japonica is een tweekleppigensoort uit de familie van de Crassatellidae. De wetenschappelijke naam van de soort is voor het eerst geldig gepubliceerd in 1882 door Dunker.